# Судний день: Історія Джона Ліста
Судний день: Історія Джона Ліста (англ. Judgment Day: The John List Story) — американський фільм.

## Сюжет
Благочестивий Джон Ліст регулярно ходить до церкви і поважає своїх сусідів. Але в один прекрасний день поліція знаходить його дружину Гелен і трьох їхніх дітей мертвими в їхньому будинку. Підозра падає на Джона, який залишив два листи для поліції та його священика і зник. Шеф поліції Річленд відчуває огиду до злочину і починає інтенсивнє розслідування.

## У ролях
- Роберт Блейк — Джон Ліст
- Беверлі Д'Анджело — Гелен Ліст
- Еліс Крайдж — Джейн Сайферт
- Мелінда Діллон — Елеонора Ліст
- Девід Карузо — начальник поліції Боб Річленд
- Керрол Бейкер — Алма Ліст
- Девід Пердем — Джин Сайферт
- Гебріелль Міллер — Петті Ліст
- Тай Рунян — Джон Ліст молодший
- Джессі Мосс — Фредді Ліст